# MPlayer
MPlayer é um reprodutor de midia multimídia de código aberto para diversos sistemas operacionais, como GNU/Linux, FreeBSD e Microsoft Windows, e é um dos que possuem suporte à maior quantidade de formatos de arquivos de vídeo. Tem suporte a vídeos em MPEG-1, MPEG-2, MPEG-4, DivX, XviD, DVDs, VCDs, Real Audio, QuickTime, entre outros. Suporta também a reprodução de vídeos via streaming RTP e HTTP, além de legendas. Pelo fato de o MPlayer não ter como principal objetivo a reprodução de vídeos via streaming, esse suporte não é configurado na instalação padrão.

## Características
O MPlayer é uma aplicação de linha de comando, que tem disponíveis várias Interfaces gráficas para os sistemas operacionais em que ele é utilizado. Algumas comuns são o gmplayer (a GUI padrão para o GNU/Linux e outros sistemas operacionais do tipo Unix e o Windows), MPlayer OS X (para o Mac OS X), MPUI (para Windows) e WinMPLauncher (também para Windows).
O código do MPlayer possui rotinas para tirar proveito da aceleração de placas de vídeo, tornando-o ideal para a reprodução de vídeos que exijam uma maior qualidade. Há também um plugin para navegadores baseados no mozilla e que permite a reprodução de vídeos dentro do próprio navegador.
As características apresentadas nos parágrafos acima somadas com os prêmios conseguidos em conferências por esse leitor, fazem dele o software ideal para reprodução de vídeos para o sistema operacional GNU/Linux.
Algumas distribuições GNU/Linux possuem pacotes prontos para a instalação do MPlayer, no entanto, para tirar um maior proveito das características do hardware aonde ele está sendo instalado, o ideal é que ele seja compilado a partir de seus códigos-fontes.

## Formatos suportados
- Mídia física: CDs, DVDs, Video CDs
- Formatos contêineres: 3GP, AVI, ASF, FLV, Matroska, MOV (QuickTime), MP4, NUT, Ogg, OGM, RealMedia
- Formatos de vídeo: Cinepak, DV, H.263, H.264/MPEG-4 AVC, HuffYUV, Indeo, MJPEG, MPEG-1, MPEG-2, MPEG-4 Parte 2, RealVideo, Sorenson, Theora, WMV
- Formatos de audio: AAC, AC3, ALAC, AMR, FLAC, Intel Music Coder, Monkey's Audio, MP3, RealAudio, Shorten, Speex, Vorbis, WMA
- Formatos de legenda: AQTitle, ASS/SSA, CC, JACOsub, MicroDVD, MPsub, OGM, PJS, RT, Sami, SRT, SubViewer, VOBsub, VPlayer

O MPlayer suporta diferentes drivers para exibir vídeo, como X11, OpenGL, DirectX, Quartz Compositor, VESA, Framebuffer, SDL e outros mais raros como ASCII art. Ele também pode ser usado para ver TV através de uma placa de TV via tv://canal, ou ouvir e gravar canais de rádio via radio://canal|frequência